# Hydrolea elatior
Hydrolea elatior, višegodišnja biljka iz roda hidroleja, porodica Hydroleaceae. Vrsta je raširena od Nikaragve i Kostarike sjeveru do sjerverne Argentine na jugu
Opisana je u Systema Vegetabilium, editio decima sexta 4(2): 404. 1827.

## Sinonimi
- Hydrolea albiflora (Chodat & Hassl.) Brand; Engl. Pflanzenreich, Hydrophyllac. 182 (1913)
- Hydrolea albiflora var. depressa Brand; Pflanzenr. (Engl.) 4, Fam. 251: 183 (1913)
- Hydrolea cryptantha var. meridionalis Hassl.; Repert. Spec. Nov. Regni Veg. 13: 238 (1914)
- Hydrolea elatior var. hirsutior A.W.Benn. ex Brand; Engl., Pflanzenr., IV, 251: 183 (1913)
- Hydrolea exaltata Schott ex Steud.; Nomencl. Bot., ed. 2, 1: 782 (1840)
- Hydrolea glabra f. albiflora Chodat & Hassl.; Bull. Herb. Boissier, sér. 2, 4: 64 (1903)
- Hydrolea glabra var. spinosa Chodat & Hassl.; Bull. Herb. Boissier, sér. 2, 4: 64 (1903)
- Hydrolea minima Brand; Notizbl. Bot. Gart. Berlin-Dahlem 10: 120 (1927)
- Hydrolea multiflora Mart. ex Choisy; Prodr. [A. DC.] 10: 180 (1846)
- Hydrolea multiflora var. glabra Choisy; Prodr. [A. DC.] 10: 180 (1846)
- Nama multiflora (Mart. ex Choisy) Kuntze; Revis. Gen. Pl. 2: 435 (1891)